# Gabrielle Carle
Pour les articles homonymes, voir Carle.
Gabrielle Carle est une footballeuse internationale canadienne, née le 12 octobre 1998, à Québec au Canada. Elle évolue au poste de défenseure. En 2019, elle joue pour les Seminoles de Florida State dans le championnat universitaire américain (NCAA). En décembre 2021, elle signe un contrat d'un an avec le Kristianstads DFF, une équipe professionnelle suédoise. Puis en 2023, elle joint le Washington Spirit, équipe de NWSL. 

## Biographie
Le 9 décembre 2015, Gabrielle Carle est âgée de seulement 16 ans lorsqu'elle fait ses débuts avec l'équipe nationale du Canada face au Mexique.
Elle marque son premier but pour le Canada lors d'une victoire 10-0 contre le Guatemala lors des qualifications pour les Jeux olympiques d'été de 2016, jeux qui seront organisés à Rio de Janeiro au Brésil.
En 2016, elle est sélectionnée mais ne joue aucun match avec le Canada lors du tournoi olympique. Son équipe remporte la médaille de bronze.
En décembre 2018, avec les Seminoles de Florida State elle remporte le trophée de la NCAA, le championnat universitaire américain.
En juin 2019, Gabrielle Carle participe à la Coupe du monde 2019 organisée en France.
En juillet et août 2021, Gabrielle Carle participe aux jeux olympiques de Tokyo avec l'équipe du Canada et remporte la médaille d'or. Lors de ce tournoi, Gabrielle Carle est remplaçante et joue 10 minutes contre l'équipe de Grande-Bretagne.

## Palmarès

### En équipe nationale
Équipe du Canada :
- Médaille d'or aux Jeux olympiques de Tokyo 2020.